# Eric Kennington
Eric Kennington (Londres, 1888 — Reading, 1960) est un peintre et sculpteur britannique. Il a été artiste de guerre officiel lors des deux Guerres mondiales.
En tant que tel, Kennington s'est spécialisé dans les représentations des difficultés quotidiennes endurées par les soldats et les aviateurs. Dans l'entre-deux-guerres, il a principalement travaillé sur des portraits et un certain nombre d'illustrations de livres. Ses illustrations les plus notables sont celles des Sept Piliers de la sagesse de Thomas Edward Lawrence. Kennington était également un sculpteur doué, surtout connu pour son monument 24th East Surrey Division War Memorial (en) dans le Battersea Park, pour son travail sur le Royal Shakespeare Theatre à Stratford-upon-Avon et pour l'effigie funéraire de Lawrence à Wareham (Dorset).

## Biographie

### Jeunesse et formation
Eric Henri Kennington naît dans le quartier de Chelsea à Londres, le 12 mars 1888. Il est le deuxième fils du peintre de genre et portraitiste Thomas Benjamin Kennington (en) (1856-1916), membre fondateur du New English Art Club, un club d'artistes formé en réaction à la politique de la Royal Academy.
Eric Kennington fait ses études à la St Paul's School puis à la Lambeth School of Art (en). Il expose pour la première fois à la Royal Academy en 1908, puis à l'International Society of Sculptors, Painters and Gravers en avril 1914, où il présente une série de peintures et de dessins de marchands qui se vendent bien et lui permettent de créer un studio à côté de Kensington High Street à Londres.

### Première Guerre mondiale

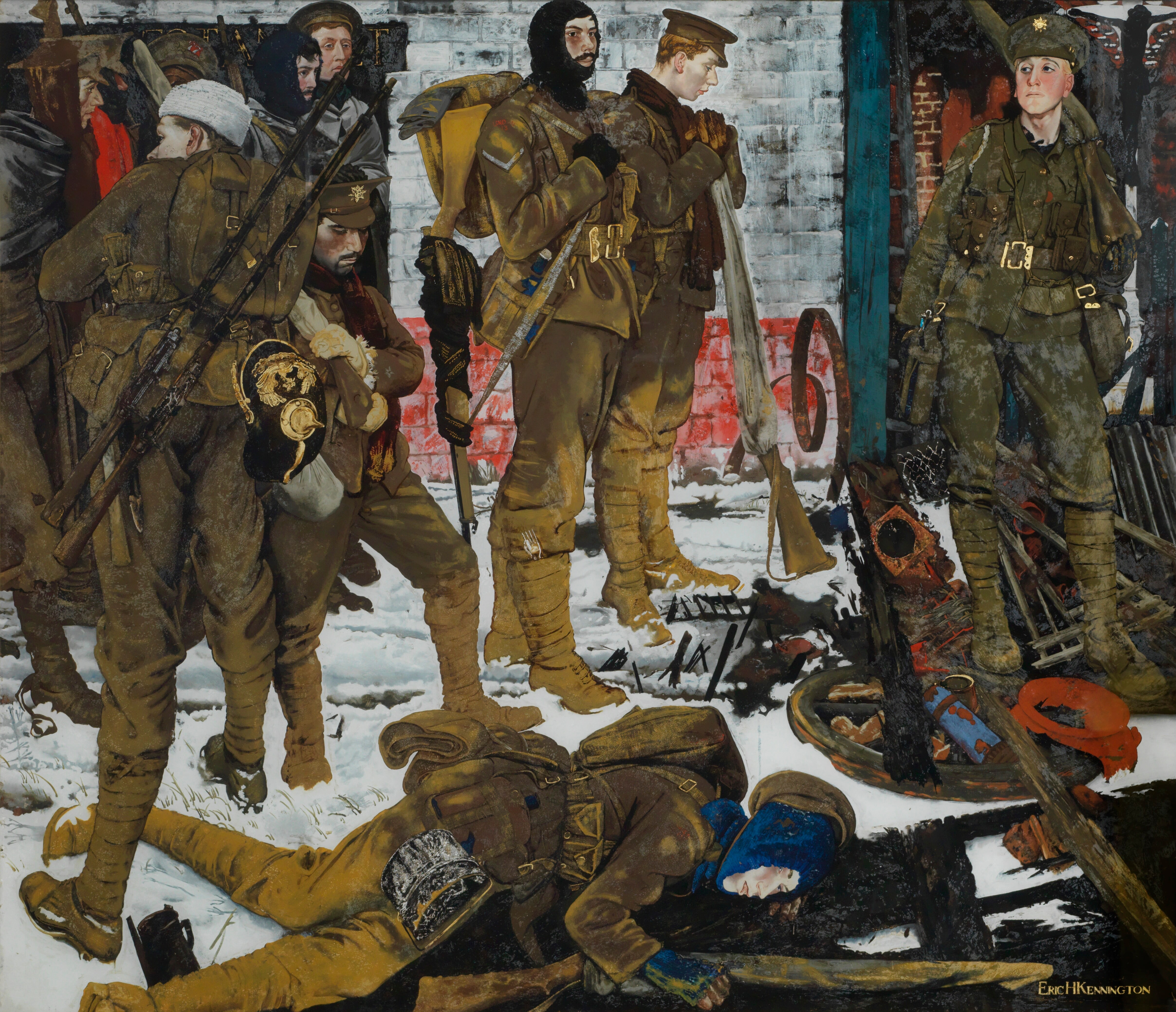
The Kensingtons at Laventie (1915, Imperial War Museum).

Quand la Première Guerre mondiale éclate, Kennington s'enrôle dans le 13e bataillon du London Regiment (1908–1938) (en) le 6 août 1914. Il combat sur le Front de l'Ouest, où il est blessé en janvier 1915 et évacué vers l'Angleterre. Il passe quatre mois à l'hôpital avant d'être libéré comme inapte en juin 1915. Pendant sa convalescence, il passe six mois à peindre The Kensingtons at Laventie (en), un portrait de groupe de son propre peloton d'infanterie : le peloton no 7, compagnie « C ». Kennington lui-même est le troisième personnage à gauche, portant une cagoule,. Lorsqu'il est exposé au printemps 1916, sa représentation de soldats épuisés fait sensation. Peint au verso sur verre, le tableau est désormais à l'Imperial War Museum et a été largement salué pour sa virtuosité technique, sa palette de couleurs emblématiques et sa « présentation majestueuse de l'endurance humaine, de l'héroïsme tranquille de la base. »
Kennington visite la Somme en décembre 1916 en tant qu'artiste visiteur semi-officiel ; de retour à Londres, il produit six lithographies sous le titre Making Soldiers pour le portfolio Britain's Efforts and Ideals du Ministère de l'Information, qui a été exposé en Grande-Bretagne et à l'étranger et a également été vendu comme tirages pour collecter des fonds pour l'effort de guerre. En mai 1917, Kennington accepte une commission d'artiste de guerre officiel du Ministère de l'Information. Il est chargé de passer un mois sur le Front de l'Ouest, mais il demande de nombreuses extensions et passe finalement sept mois et demi en France. Kennington est à l'origine basé dans les quartiers généraux de la 3e armée et passe du temps sur les lignes de front près de Villers-Faucon. Plus tard au cours de cette tournée, son ami William Rothenstein est également nommé artiste de guerre et tous les deux travaillent ensemble à la ferme de Montigny et à Devise dans la Somme, où ils subissent fréquemment des tirs d'obus. Kennington passe la plupart de son temps à peindre des portraits, ce qu'il est heureux de faire, mais devient de plus en plus préoccupé par son manque d'accès à la ligne de front et par la censure officielle qui supprime les noms de ses sujets de portrait. Bien que Kennington soit parmi les premiers artistes de guerre officiels que la Grande-Bretagne a envoyés en France, il ne bénéficie pas des mêmes statut et installations que les autres, en particulier William Orpen et Muirhead Bone : alors que Kennington ne travaille ni pour son salaire ni pour ses dépenses et n'a ni voiture ni personnel officiel, Orpen a le grade de major, possède son propre aide militaire, une voiture avec chauffeur, plus, à ses frais, un officier d'ordonnance et un assistant pour l'accompagner. Kennington peut alors parfois être agressif et irritable et se plaindre amèrement de sa situation, affirmant qu'il est sûrement l'artiste le moins payé par le gouvernement et que « Bone a une commande tandis qu'Orpen passe un sacré bon moment. »
Pendant son séjour en France en 1918, Kennington est admis dans un poste de tri des blessés à Tincourt-Boucly pour y être traité contre la fièvre des tranchées. Là, il fait un certain nombre de croquis et de dessins d'hommes blessés lors du bombardement qui a précédé l'offensive allemande du printemps 1918. Certains de ces dessins sont devenus la base de la peinture achevée Gassed and Wounded. Au total, pendant son séjour en France, Kennington produit 170 fusains, pastels et aquarelles avant de retourner à Londres en mars 1918.
Tout au long des mois de juin et juillet 1918, une exposition de l'œuvre de Kennington, The British Soldier (« Le soldat britannique »), a lieu à Londres et reçoit de très bonnes critiques professionnelles et publiques. Malgré cela, Kennington est mécontent de ses relations avec le Ministère de l'Information, principalement en ce qui concerne la censure de ses peintures, et il démissionne de sa commission d'artiste de guerre avec les Britanniques. En novembre 1918, Kennington est mandaté par le Canadian War Memorials Scheme pour représenter les troupes canadiennes en Europe. Il retourne ainsi en France en tant que premier lieutenant temporaire attaché au 16e bataillon (canadien écossais). Les huit mois passés par Kennington en Allemagne, en Belgique et en France, travaillant pour les Canadiens, donnent lieu à environ soixante-dix dessins,.

### Années 1920

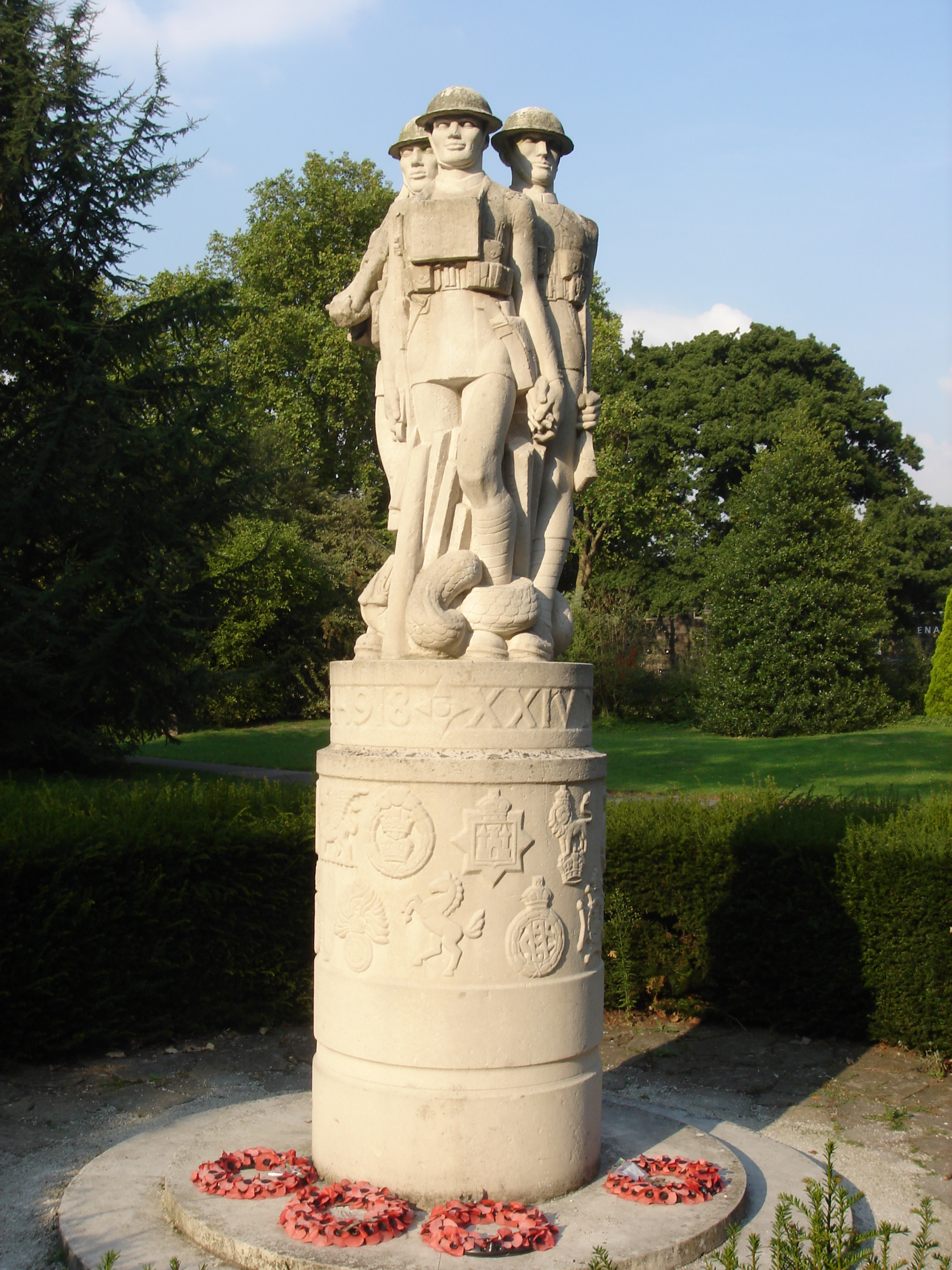
Monument commémoratif de guerre à la 24e Division East Surrey, Battersea Park.

Lors d'une exposition de ses œuvres de sujets guerriers à Londres, Kennington rencontre Thomas Edward Lawrence qui aura une grande influence sur lui. Kennington passe la première moitié de 1921 à voyager à travers l'Égypte, la Jordanie, la Syrie, le Liban et la Palestine pour dessiner des portraits de sujets arabes. Ceux-ci sont présentés lors d'une exposition en octobre 1921 et certains des dessins sont utilisés comme illustrations pour l'ouvrage Les Sept Piliers de la sagesse du même Lawrence, et pour lequel Kennington a travaillé comme éditeur d'art. Kennington et Lawrence restent proches, et des années plus tard, en 1935, Kennington sera l'un des six porteurs lors des funérailles de Lawrence.
En 1922, Kennington commence à expérimenter la sculpture sur pierre et entreprend sa première commande publique, le Monument commémoratif de guerre à la 24e Division East Surrey (en) à Battersea Park, qui est dévoilé en octobre 1924. Le même mois, il tient sa première exposition de sculpture, tout en continuant à accepter des commandes de portraits et d'autres travaux picturaux. Il conçoit notamment la jaquette du livre de George Bernard Shaw, The Intelligent Woman's Guide to Socialism and Capitalism (en) (« Le guide de la femme intelligente sur le socialisme et le capitalisme ».

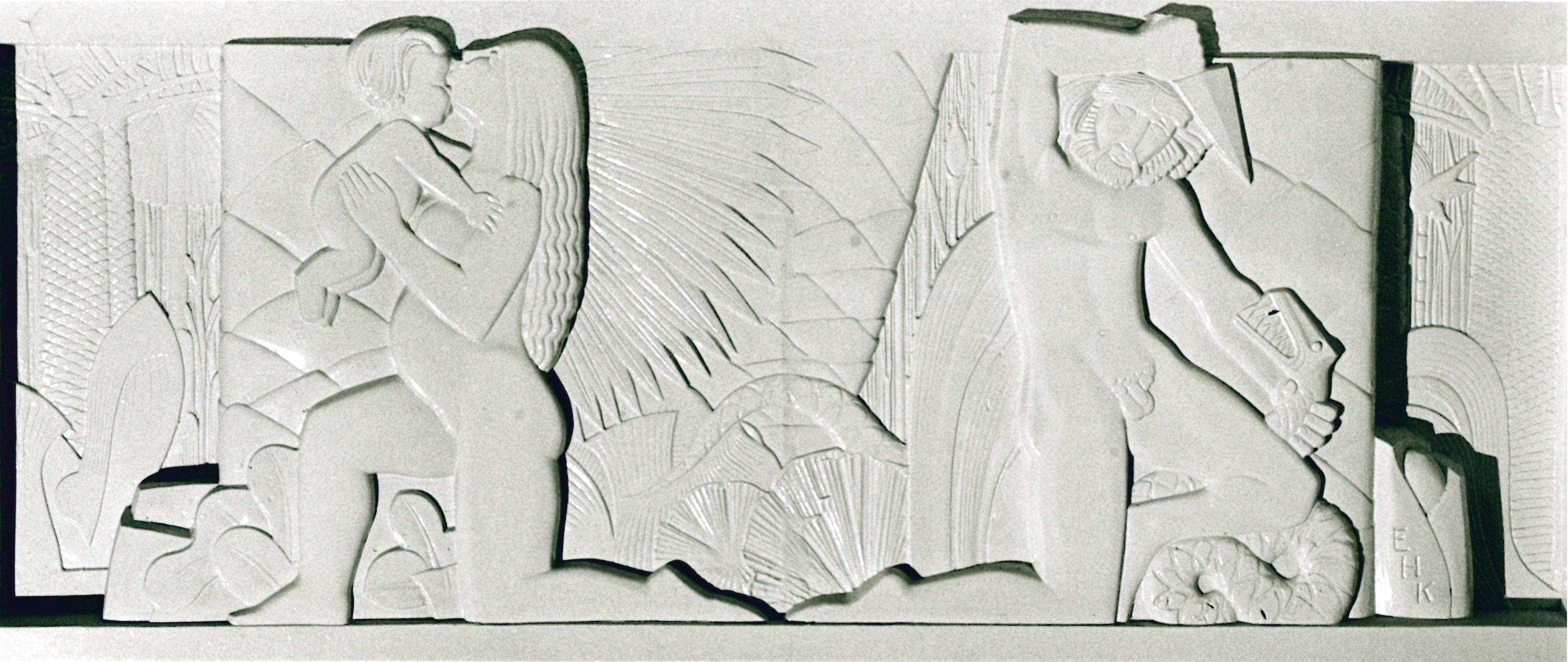
The Kennington Frieze, au-dessus de l'entrée de la bibliothèque de la London School of Hygiene and Tropical Medicine.

Au cours des années 1920, Kennington travaille sur une frise pour la London School of Hygiene and Tropical Medicine destinée à être située au-dessus de l'entrée de l'école de la rue Keppel. Le panneau de pierre représente une mère et son enfant protégés d'un serpent à crocs par un père nu, barbu et brandissant des couteaux. Cependant, en raison de l'exposition proéminente des organes génitaux masculins, les administrateurs de l'école ne permettent pas qu'elle soit placée au-dessus de l'entrée de l'école à moins que Kennington n'y ajoute un pagne couvrant la partie polémique. Il refuse et l'œuvre est placée au-dessus de l'entrée de la bibliothèque d'où il n'a pas bougé depuis. En 1966, lorsque le plancher de la mezzanine de la bibliothèque est construit, une grande fissure apparaît sur l'œuvre, qui sera peinte pour masquer les dommages.
Tandis qu'Eric Kennington peint le portrait de son mari, William Hanbury-Tracy (5e baron Sudeley), Edith Cecil, fille de Lord Francis Horace Pierrepont Cecil — le deuxième fils de William Cecil (3e marquis d'Exeter) —, tombe amoureuse de l'artiste. Ils se marient en 1922 et ont ensemble un fils et une fille.

### Années 1930

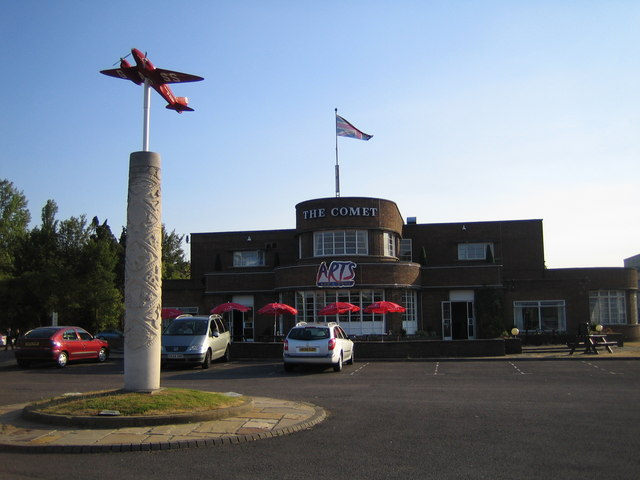
L'hôtel Comet Inn, Hatfield.

De la fin des années 1920 à celles des années 1930, Kennington produit plusieurs sculptures publiques notables :
- Buste en bronze de T. E. Lawrence, dévoilé dans la crypte de la cathédrale Saint-Paul de Londres en septembre 1926 ;
- Trois figures de soldats britanniques du monument aux soldats disparus de l'Imperial War Graves Commission au Mémorial britannique de Soissons, en juillet 1929 ;
- Statue de Thomas Hardy (en), dévoilée à Dorchester par J. M. Barrie le 2 septembre 1931 ;
- Série de cinq reliefs allégoriques intitulés Love, Jollity, Treachery, War et Life & Death au Royal Shakespeare Theatre à Stratford-upon-Avon en septembre 1931[13] ;
- La colonne devant l'hôtel Comet Inn, à Hatfield, en décembre 1936 ;
- L'effigie de tombe grandeur nature en pierre de Portland représentant T. E. Lawrence pour sa tombe à l'église St Martin's Church (en), dans le Dorset, en 1937-1939[14].

### Seconde Guerre mondiale

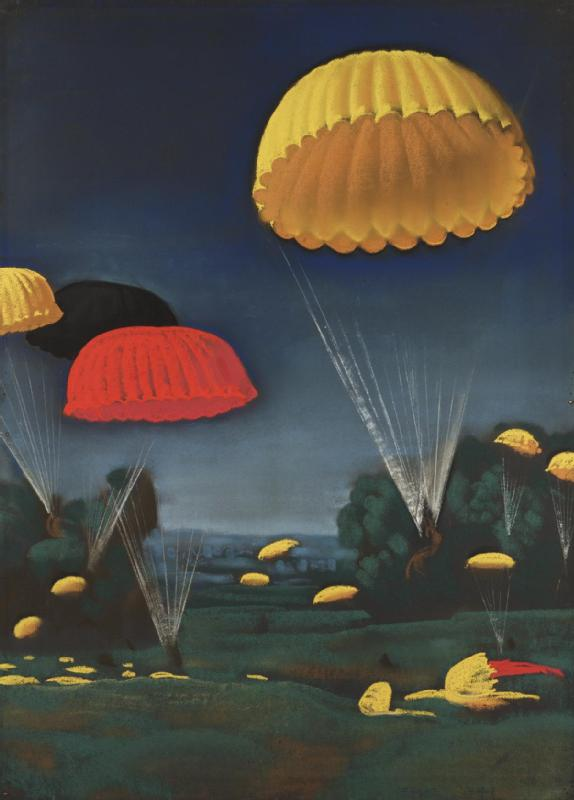
Parachutes (1941, Imperial War Museum).

En novembre 1938, Kennington est certain qu'une autre guerre mondiale est inévitable et il approche le Ministère de l'Intérieur avec une proposition visant à établir un groupe pour concevoir des plans de camouflage pour les grands bâtiments publics. Aux côtés de Richard Carline (en), Leon Underwood (en) et d'autres, il travaille dans une section rattachée au département des précautions contre les raids aériens du Ministère de l'Intérieur jusqu'à l'éclatement de la guerre.
Au début de la Seconde Guerre mondiale, Kennington produit un certain nombre de portraits au pastel d'officiers de la Royal Navy pour le War Artists' Advisory Committee (en) (WAAC), sur des contrats à court terme. Ces portraits figurent parmi les points forts de la première exposition du WAAC à la National Gallery à l'été 1940. Kennington peint également un portrait de l'amiral de la flotte Dudley Pound. Ce dernier est gravement malade lorsque Kennington le dessine et bien que l'Amirauté soit satisfaite de l'image, ils refusent la permission de l'afficher jusqu'à la mort de Pound en octobre 1943. Kennington peint ensuite plusieurs marins plus jeunes, dont plusieurs ont survécu à des naufrages. En mai 1940, Kennington est frustré par le manque d'urgence du WAAC à proposer des sujets à peindre et démissionne. Il rejoint la Home Guard nouvellement formée et reçoit le commandement d'une section de six hommes à Ipsden.
En août 1940, le WAAC lui propose un contrat à plein temps pour travailler pour le Ministère de l'Air, qu'il accepte. Parmi les premiers portraits de la RAF, figure l'un des chefs d'escadron Roderick Learoyd (en). La séance a lieu dans l'après-midi du 7 septembre 1940 au bâtiment du Ministère de l'Air à Londres et est interrompue par une sirène de raid aérien, mais les avions allemands s'éloignent. En mars 1941, Kennington est basé à RAF Wittering (en), une base de chasseurs nocturnes. Ici, en plus des portraits, Kennington produit des œuvres plus imaginatives, dont In the Flare Path et Stevens' Rocket. Kennington passe ensuite quelque temps dans les bases du RAF Bomber Command à Norfolk avant de passer à la RAF Ringway (en) près de Manchester où le régiment de parachutistes s'entraîne. Bien que trop âgé, Kennington s'essaie au saut en parachute à Ringwood. En septembre 1941, il publie lui-même un livret illustré, Pilots, Workers, Machines, très apprécié.
Kennington continue de voyager à travers la Grande-Bretagne pour produire des centaines de portraits d'équipages de conduite alliés et d'autres personnels de service jusqu'en septembre 1942, date à laquelle il démissionne de son mandat parce qu'il estime que le WAAC ne parvient pas à capitaliser sur la valeur de propagande de son travail dans leurs publications et affiches,. Environ 52 portraits RAF de Kennington sont publiés dans un livre du WAAC de 1942, Drawing the RAF. Cela est suivi en 1943 de Tanks and Tank Folk, des illustrations de l'époque de Kennington avec la 11e division blindée près de Ripon dans le Yorkshire. En 1945, Kennington fournit les illustrations pour Britain's Home Guard de John Brophy (en). Darracott et Loftus décrivent comment dans les deux guerres « ses dessins et lettres le montrent comme un admirateur de l'héroïsme des hommes et des femmes ordinaires », une admiration qui est particulièrement notable dans la série d'affiches Seeing it Through, avec des poèmes de A. P. Herbert (en), un de ses amis personnels.

### Après-guerre et mort
A la fin de la guerre, plus de quarante pilotes et membres d'équipage de la RAF dont Kennington a peint les portraits ont été tués au combat. Kennington se résout à créer un mémorial approprié pour eux et au cours des dix années suivantes, tout en travaillant sur des commandes de sculptures et de portraits, il sculpte patiemment 1940, une colonne avec la tête d'un pilote de la RAF surmontée de l'archange Michael avec une lance tuant un dragon.
En 1946, Kennington est nommé peintre de portrait officiel de la Worshipful Company of Skinners. Au cours des cinq années suivantes, il produit neuf portraits au pastel pour l'entreprise, qui sont très appréciés lors de leur exposition à la Royal Academy. En 1951, Kennington devient membre associé de l'Académie et est élu académicien à part entière en 1959. Sa dernière œuvre, qui a été achevée à sa mort par son assistant Eric Stanford, est un panneau de relief en pierre qui décore le James Watt South Building de l'université de Glasgow.
Eric Kennington meurt à Reading le 13 avril 1960. Il est enterré dans le cimetière de Checkendon, dans l'Oxfordshire, où il a été marguillier, et est commémoré sur un mémorial du cimetière de Brompton, à Londres.